# 토브 후퍼
토비 후퍼(Tobe Hooper, 1943년 1월 25일 ~ 2017년 8월 26일)는 미국의 감독, 영화각본가이자 프로듀서이다. 영화 《텍사스 전기톱 학살》, 《텍사스 전기톱 학살 2》, 《폴터가이스트》 등 공포 영화로 유명하다.

## 출연 작품
- 레더페이스 (2016)
- 진 (2013)
- 슬라이스 앤드 다이스: 더 슬래셔 필름 포에버 (2012)
- 호러 무비: 더 무비 (2012)
- 마스터즈 오브 호러 시즌 2 에피소드 1 - 저주 (2006)
- 텍사스 전기톱 연쇄살인사건 - 0 (2006)
- 시체들의 습격 (2005)
- 마스터즈 오브 호러 에피소드 3 - 죽은 자의 춤 (2005)
- 툴박스 머더 (2004)
- 텍사스 전기톱 연쇄살인사건 (2003)
- 테이큰 (2002)
- 크로커다일 (2000)
- 헌티드 아파트 (1999)
- 다크 스카이 (1996)
- 써스펙트 (1995)
- 텍사스 살인마: 속편 (1994)
- 나이트메어의 저주 (1993)
- 보디 백 (1993)
- 슬립워커스 (1992)
- 스폰테니어스 컴버스천 (1990)
- 텍사스 전기톱 학살 3 (1990)
- 저주의 유물 (1990)
- 텍사스 전기톱 학살 2 (1986)
- 화성에서 온 침입자 (1986)
- 뱀파이어 (1985)
- 어메이징 스토리 (1985)
- 맨하탄의 사나이 (1985)
- 폴터가이스트 (1982)
- 참극의 관 (1981)
- 더 다크 (1979)
- 이튼 얼라이브 (1976)
- 텍사스 전기톱 학살 (1974)